# شینا (بازیکن فوتبال، زاده ۱۹۴۸)
شینا (پرتغالی: China; ۳ اکتبر ۱۹۴۸ – ۱۳ اکتبر ۲۰۱۸) با نام اصلی آدمیر اوئتا بازیکن فوتبال اهل برزیل بود.
از باشگاه‌هایی که در آن بازی کرده است می‌توان به باشگاه فوتبال پالمیراس اشاره کرد.
وی همچنین در تیم ملی فوتبال برزیل بازی کرده است.